# AC90
AC90 – klasa jachtów specjalnie stworzona na potrzeby Regat o Puchar Ameryki w końcu 2007 roku. Ma ona zastąpić dotychczasową klasę IACC.
Ściśle zdefiniowano tylko niektóre parametry:
- długość do 90 stóp (27,43 m)
- szerokość do 5,3 m
- wysokość masztu od poziomu pokładu do 37,9 m
- grot do 300 m²
- żagiel przedni (fok/genua) do 171 m² (spinaker nie ma ograniczonej powierzchni)
- wyporność 23 t
- liczba członków załogi 20 osób